# Cranbourne
Cranbourne est un petit village du Berkshire, en Angleterre, qui dépend de la paroisse civile de Winkfield (Bracknell Forest).

## Géographie
La localité se trouve près du Windsor Great Park et du Legoland Windsor, et à 5,6 km au sud-ouest de Windsor. Les hameaux de Cranbourne Chase et de Cranbourne Lodge ne dépendent pas de Winkfield, car ils se trouvent au-delà de Windsor.

## Histoire
Cranbourne a abrité une école libre anglicane devenue la Ranelagh Church of England School. L'église anglicane Saint-Pierre (St Peter's Church) a été construite en 1850. Le pub du nom de The Fleur de Lis qui se trouve au coin de Hatchet Lane a été transformé en appartements.
Winkfield Place a abrité l'école d'arts ménagers de Constance Spry (1886-1960) et de Rosemary Hume (1907-1984).

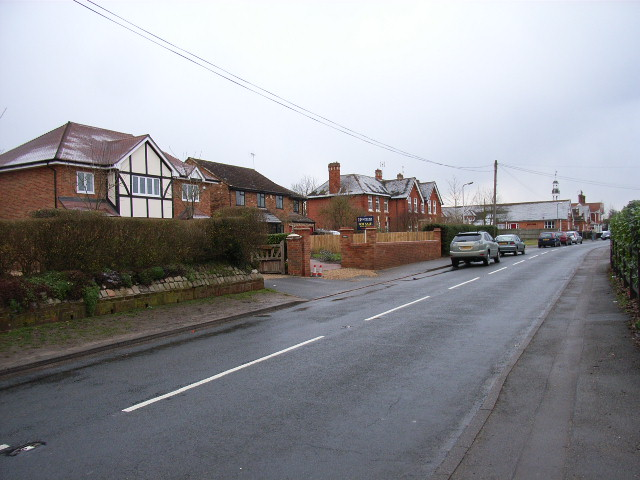
Vue de l'école primaire.

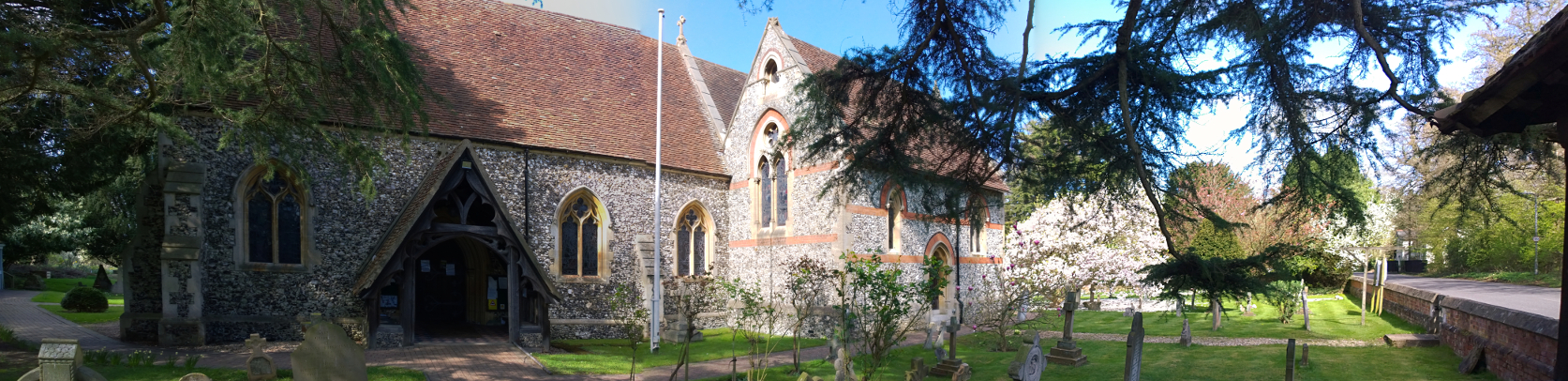
L'église anglicane Saint-Pierre de Cranbourne (1850).